# مارشال شابمان
مارشال شابمان (بالإنجليزية: Marshall Chapman)‏ هي مغنية مؤلفة أمريكية، ولدت في 7 يناير 1949 في سبارتانبرغ في الولايات المتحدة.

## وصلات خارجية
- الموقع الرسمي
- مارشال شابمان على موقع IMDb (الإنجليزية)
- مارشال شابمان على موقع ميوزك برينز (الإنجليزية)
- مارشال شابمان على موقع أول ميوزيك (الإنجليزية)
- مارشال شابمان على موقع ديسكوغز (الإنجليزية)
- مارشال شابمان على موقع قاعدة بيانات الفيلم (الإنجليزية)